# Ulla Jacobsson
Ulla Maj Jacobsson (født 23. maj 1929, død 20. august 1982) var en svensk skuespillerinde.
Jacobsson begyndte sin karriere i Göteborg og havde roller i klassisk og moderne teater, før hun skiftede til film. Hendes første filmrolle var i Havets mænd fra 1951, det er instrueret af Arne Mattsson. Ulla Jacobsson er dog bedst kendt for sin rolle i Hun dansede en sommernat (1951), der blev internationalt berømt for dens nøgenscene. Andre af hendes roller inkluderer den britiske film Zulu fra 1964, hvor hun havde den eneste kvindelige rolle. I slutningen af 1950'erne optrådte hun ikke længere i svenske film og fik i stedet roller i film fra USA, Frankrig, Spanien, Tyskland og Storbritannien. Hendes amerikanske filmdebut var i Hertugen og Mr. Pimm fra 1963.
Ulla Jacobsson boede i Wien i Østrig mod slutningen af sin karriere. I en alder af kun 53 år døde hun af knoglecancer og blev efterfølgende begravet på Wiener Zentralfriedhof.

## Udvalgt filmografi
- Havets mænd (1951)
- Hun dansede en sommernat (1951)
- Al jordens herlighed (1953)
- Kun kærligheden lever (1954)
- Karin Månsdotter (1954)
- Hr. Arnes penge (1954)
- Præsten i Kirkeby (1955)
- Sommernattens smil (1955)
- Forbrydelse og straf (1956)
- Den blodrøde blomst (1956)
- Pigen fra Hamborg (1957)
- Køresvenden (1958)
- Der kom to mænd (1959)
- En tosset fridag (1959)
- Naked City (tv-serie, 1961)
- Hertugen og Mr. Pimm (1963)
- Zulu (1964)
- Telemarkens helte (1965)
- Bamse (1968)
- La servante (1970)
- Gerningstedet (tv-serie, 1974)
- Frihedens knytnæve (1975)
- Das ding (tv-serie, 1979)